# Rasensport Harburg
Rasensport Harburg war ein Sportverein aus der preußischen Stadt, beziehungsweise dem späteren Hamburger Stadtteil Harburg. Die erste Fußballmannschaft spielte zwei Jahre in der erstklassigen Gauliga Niedersachsen und ein Jahr in der erstklassigen Gauliga Nordmark. In den 1960er Jahren spielte sie ein Jahr lang in der Regionalliga Nord, damals die zweithöchste Liga in der Bundesrepublik Deutschland.

## Fußball
Am 1. Oktober 1907 gründeten Mitglieder der „wilden“ Vereine Sportmannschaft Harburg und Germania Harburg den Fußballclub Britannia Harburg. Im Jahre 1914 wurde der Vereinsname zunächst in Harburger Ballspielverein 1907 geändert. Nachdem der Verein im Frühjahr 1919 zunächst den Namen FC Britannia 1907 Harburg angenommen hatte, wurde der Name im November 1919 in Verein für Rasensport Harburg geändert. Im Volksmund wurde der Verein als Rasensport Harburg bezeichnet.
Obwohl der Verein aus dem bürgerlichen Lager stammte, verfügte er über einen großen Rückhalt bei den Arbeitern der Gummifabrik Phoenix AG. Ein Grund hierfür war, dass die ursprüngliche Heimat von Rasensport auf der gegenüberliegenden Seite der Fabrik lag. Im Jahre 1922 gelang mit dem Aufstieg in die Kreisliga Nordhannover erstmals der Sprung in die höchste Spielklasse. Zwei Jahre später sicherten sich die Rasensportler die Meisterschaft und scheiterten in der Qualifikation zur Norddeutschen Meisterschaft nach einer knappen 3:4-Niederlage gegen Union 03 Altona.
Auch in den nächsten beiden Jahren scheiterten die Harburger in der Qualifikation. 1925 gewann Eintracht Braunschweig mit 1:0, ein Jahr später war es Altona 93, die mit 4:3 gewannen. Erst 1928 gelang nach einem 6:3-Sieg nach Verlängerung gegen Werder Bremen der Durchbruch. In der Endrunde wurde die Mannschaft ohne Punktgewinn Letzter. Rundensieger Hamburger SV konnte dabei mit Mühe 1:0 bei den Rasensportlern gewinnen.
Bei der Einführung der Gauligen wurden die Harburger nicht berücksichtigt und mussten in die Zweitklassigkeit. Erst 1935 gelang der Aufstieg in die Gauliga Niedersachsen, wo der Mannschaft einige Achtungserfolge erzielte. So gewannen die Harburger 1935/36 mit 4:0 beim SV Arminia Hannover und ein Jahr später mit 3:0 bei Hannover 96. Im Zuge des Groß-Hamburg-Gesetzes wechselte der Verein in den Bereich Nordmark und schaffte 1938 den Aufstieg in die dortige Gauliga. Am Saisonende folgte der Abstieg, da die Mannschaft gegenüber Altona 93 den schlechteren Torquotienten aufwies. 1937 konnte sich Rasensport für die erste Schlussrunde des Tschammerpokal qualifizieren schied hier aber mit 2:5 gegen Werder Bremen aus.
Nach dem Zweiten Weltkrieg schafften die Harburger 1951 den Aufstieg in die zweitklassige Amateurliga Hamburg und entwickelten sich zu einer Fahrstuhlmannschaft. Erst ab 1959 konnte sich der Verein im Hamburger Oberhaus etablieren und verpasste in der Aufstiegssaison wegen des schlechteren Torquotienten gegenüber dem Harburger TB die Aufstiegsrunde zur Regionalliga Nord. Nachdem Ludwig Pöhler das Traineramt übernommen hatte, gelang 1964 überraschend der Regionalligaaufstieg. Da die Amateure des Hamburger SV nicht an der Aufstiegsrunde teilnehmen durften, mussten die Rasensportler zunächst ein Entscheidungsspiel gegen den TSV Uetersen austragen, welches mit 2:1 gewonnen wurde.
Zu dieser Zeit spielte Rasensport auf dem Vereinsplatz am Marmstorfer Weg im Stadtteil Marmstorf, am Südrand des Harburger Stadtparks.
Das Auftaktspiel der Aufstiegsrunde ging mit 0:4 beim VfL Oldesloe verloren. Danach gewannen die Harburger alle Spiele und standen nach einem 3:1-Sieg beim SV Meppen als Aufsteiger fest. Aus finanziellen Gründen verzichtete der Verein auf Verstärkungen und musste als Tabellenletzter sofort wieder absteigen. Tiefpunkt der Saison war eine 0:10-Niederlage bei Arminia Hannover. Ein Jahr später konnte mit einem 1:0-Sieg im Entscheidungsspiel gegen Lokalrivale Borussia der Absturz in die Verbandsliga verhindert werden. 1968 stieg Rasensport schließlich aus der Landesliga und zwei Jahre später auch aus der Verbandsliga ab. Am 12. März 1970 fusionierte Rasensport mit der Borussia zum Harburger SC.

## Tischtennis
Auch im Tischtennis, die Abteilung wurde 1941 von Henry Rumpf gegründet, war Rasensport zeitweise erfolgreich. Die Damen-Mannschaft stieg 1950, 1952 und 1957 in die Stadtliga Hamburg, die damals höchste Spielklasse im Damen-Tischtennis auf. Nach nur einem Jahr stiegen die Damen jedoch jeweils wieder ab, dafür gelang den Herren 1952 und 1958 der Sprung in die Stadtliga. Zudem nahmen mehrere Spieler des Klubs Ende der 1950er Jahre an den Hamburger Einzelmeisterschaften teil. Zum Zeitpunkt der Fusion war man leistungsmäßig hinter die Borussen zurückgefallen. Eine Damen-Mannschaft gab es seit 1968 nicht mehr und die erste Herren-Mannschaft spielte nur noch in der Kreisliga.

## Badminton
Die Badminton-Mannschaft des Vereins stieg 1967 in die Landesliga, die damals höchste Spielklasse in Hamburg, auf. Mit Marion Breese spielte eine Spielerin auch in der Hamburger Auswahl.

## Persönlichkeiten
- Rudolf Noack
- Reinhold Jackstell
- Ludwig Pöhler
- Ernst Seikowski